# Ormesta

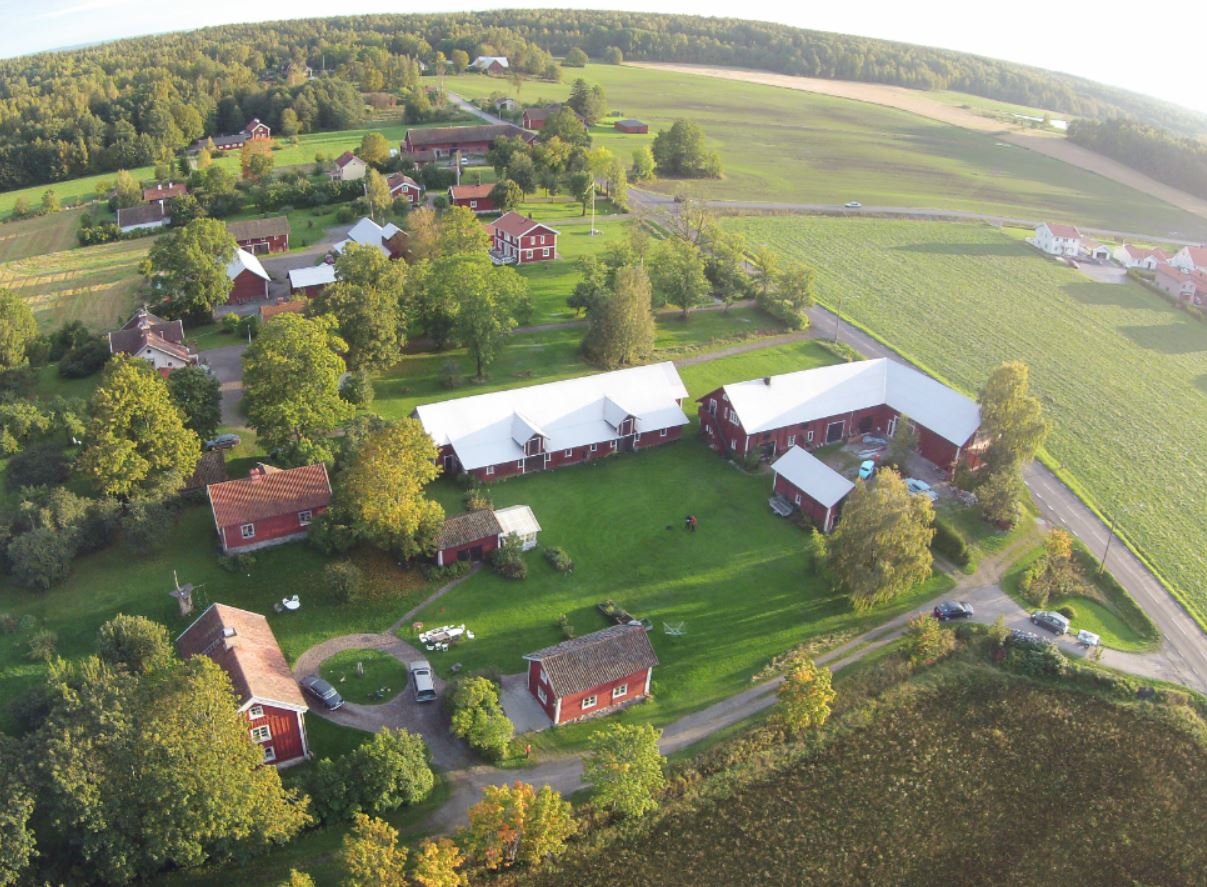
Foto på radbyn i Ormesta

Ormesta var före 2015 en av SCB avgränsad och namnsatt småort i Örebro kommun belägen strax öster om Örebro sydost om Almby, utefter vägen till Östra Mark. Småorten upphörde 2015 när området växte samman med bebyggelsen i Örebro.

## Namnet
Enligt Waldén betyder ortnamnet "Orms säter" 

## Byn
Byn är en medeltida radby. Den är relativt orörd trots skiften och utflyttningar av fastigheter. I närområdet har man i början av 2000-talet börjat nybyggnation med villor och radhus .

## Personer från orten
Tre berömda bröder Rudbeckius härstammar från Ormesta: Jacobus Boose Rudbeckius, Petrus Rudbeckius och Johannes Rudbeckius d.ä.
August Gailit, en berömd estnisk prosaförfattare som kom till Sverige som en båtflykting 1944 levde och arbetade i Ormesta fram till sin död 1960.